# Muscle abaisseur de l'angle de la bouche
Le muscle abaisseur de l'angle de la bouche (en latin : Musculus depressor anguli oris, raccourci en DAO) ou muscle triangulaire des lèvres est un petit muscle facial cutané triangulaire pair de la partie latérale du menton.

## Description
Le muscle abaisseur de l'angle de la bouche est un muscle triangulaire à base inférieure située au-dessous de la commissure des lèvres.

## Origine
Le muscle abaisseur de l'angle de la bouche nait du bord inférieur de la mandibule près de la symphyse de la mandibule et en dehors de la ligne oblique externe.

## Trajet
Le muscle abaisseur de l'angle de la bouche va se rétrécir : les fibres les plus externes montant sensiblement à la verticale, les plus internes étant fortement obliques en haut et en dehors.

## Terminaison
Le muscle abaisseur de l'angle de la bouche s'achève à la commissure labiale en avant des muscles orbiculaire de la bouche et buccinateur en se prolongeant dans le muscle canin et le muscle grand zygomatique.

## Innervation
Le muscle abaisseur de l'angle de la bouche est innervé par des rameaux buccaux et mandibulaires du nerf facial.

## Vascularisation
Le muscle abaisseur de l'angle de la bouche est vascularisé par l'artère labiale inférieure qui est issue de l'artère faciale.

## Action
Le muscle abaisseur de l'angle de la bouche abaisse l'angle des lèvres étant antagoniste des muscles canin et grand zygomatique.

## Rapports
Situé juste sous la peau, il recouvre les muscles abaisseur de la lèvre inférieure, platysma et buccinateur.

## Hypoplasie du muscle
Certains patients présentent une hypoplasie congénitale de ce muscle. Dans plus de 50 % des cas, cela est associé à d'autres malformations congénitales, notamment dans le cas du syndrome vélo-cardio-facial.

## Galerie

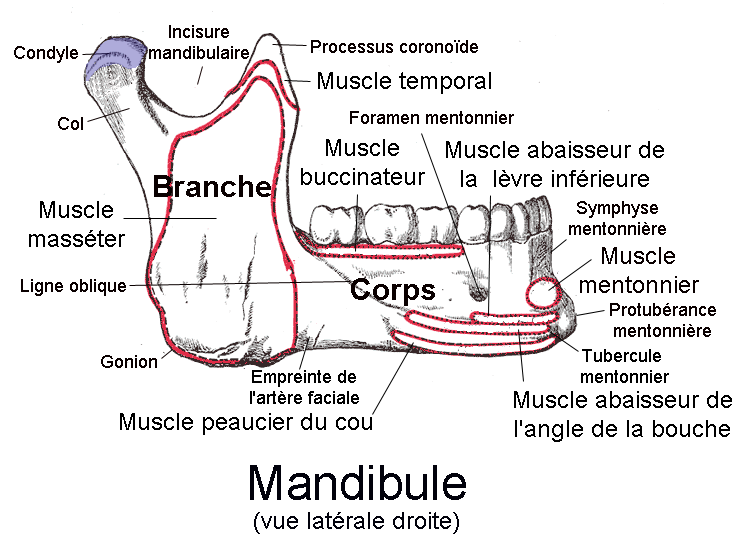